# Рийвес, Владимир Густавович
Владимир Густавович Рийвес (эст. Vladimir Riives, 1916—1978) — эстонский и советский астроном.

## Биография
Родился в Тарту, в 1940 окончил Тартуский университет. В 1938—1950 работал в Тартуской обсерватории (в 1948—1950 — директор). В 1940—1947 — ассистент Тартуского университета. В 1950—1959 работал в Институте физики и астрономии АН ЭССР (в 1956—1959 — заведующий сектором астрономии). С 1959 преподавал в Тартуском университете (в 1959—1964 заведовал кафедрой астрономии, с 1970 — профессор).
Основные труды в области исследований комет. Создал оригинальную методику фокальной и внефокальной фотометрии комет, предложил модель головы кометы. Занимался изучением темных туманностей, межзвездного поглощения света и малых планет. Принимал активное участие в выборе места и строительстве обсерватории в Тыравере. Проводил большую научно-популяризаторскую работу. Был основателем Эстонского отделения Всесоюзного астрономо-геодезического общества (1951).
Похоронен на кладбище Раади (Успенском).              